# Dianthus soongoricus
Dianthus soongoricus är en nejlikväxtart som beskrevs av Boris Konstantinovich Schischkin. Dianthus soongoricus ingår i släktet nejlikor, och familjen nejlikväxter. Inga underarter finns listade i Catalogue of Life.